# Чехов, Николай Владимирович
Николай Владимирович Чехов (1865—1947) — русский и советский учёный и педагог, деятель образования и историк педагогики; один из членов-учредителей и действительный член АПН РСФСР (1944).
Автор свыше 800 работ по различным вопросам педагогики, истории и организации народного образования, школоведения, методики преподавания русского языка, учебников и учебных пособий. 

## Биография
Родился 15 июня (27 июня по новому стилю) 1865 года в Санкт-Петербурге в семье врача-психиатра В. Н. Чехова. Двоюродный брат Михаила Степановича Ольминского.
После получения начального домашнего образования, в 1877 году поступил во второй класс 6-й Санкт-Петербургской гимназии, которую окончил в 1884 году. Затем в 1884—1888 годах обучался на историко-филологическом факультете Санкт-Петербургского университета. В 1888 году Николай поступил в Археологический институт, но не окончил его, начав в 1890 году свою педагогическую деятельность заведующим училищами Богородицкого земства Тульской губернии. 
Одновременно с педагогической, вёл методическую работу с учителями, участвовал в подготовке и работе Всероссийского съезда деятелей по профессионально-техническому образованию (1895—1896), а также в созданиив 1896 году Учительского общества взаимопомощи. В 1897—1902 годах Чехов заведовал училищем и школами Екатерининской железной дороги и читал лекции по истории русской литературы в Екатеринославском народном университете.
В 1902 году Николай Владимирович переехал на работу в Тверь. Здесь был избран председателем местного учительского общества, инспектировал городские и сельские школы губернии, проводил занятия по методике преподавания на летних учительских курсах-съездах, являлся председателем правления Тверского учительского общества взаимопомощи. В 1904 году оставил эту работу, продолжая жить в Твери. В 1903 году написал детскую драму «Снежная королева» по мотивам сказки Андерсена, впоследствии неоднократно переиздававшуюся.
В 1905—1907 годах участвовал в работе нелегальных учительских съездов в Москве и Финляндии, был членом ЦК нелегального Всероссийского учительского союза, а также председателем Федерации национальных учительских союзов и просветительских обществ. С 1907 года издавал и был редактором журнала «Учитель».
В 1909 году Чехов переехал в Москву, где занимал должность заведующего школами в Московской городской управе, а затем руководил Московскими женскими педагогическими курсами имени Д. И. Тихомирова. Наряду с педагогической, занимался общественной деятельностью — был помощником члена Московской городской думы (1909—1910 ), председателем совета курсов Общества воспитательниц (1910—1916). В 1916—1919 годах он заведовал земскими педагогическими курсами в Воронеже. С февраля по октябрь 1917 года являлся председателем Воронежской городской думы и председателем местного учительского союза.
После Октябрьской революции, в 1919—1920 годах, Николай Владимирович Чехов заведовал школьными отделами разных районов Москвы. В 1920—1927 годах работал в Наркомпросе РСФСР, в 1923—1930 годах исполнял обязанности профессора педагогического факультета 2-го МГУ, в 1925—1930 годах работал профессором высших педагогических курсов. Читал лекции для учителей в различных городах Советской России. Одновременно в 1922—1930 годах являлся членом Института детской литературы, затем — отделения детской литературы Института внешкольного образования и Института научной педагогики. Сотрудничал с Музеем детской книги в Москве. В 1930—1935 годах работал консультантом Наркомпроса. 
В 1938—1944 годах Чехов работал научным сотрудником Государственного НИИ школ. В 1944—1945 годах заведовал Научным архивом Академии педагогических наук РСФСР, в 1945—1947 годах был научным сотрудником Института теории и истории педагогики АПН и Института методов обучения.
Умер 8 ноября 1947 года в Москве. Похоронен на Ваганьковском кладбище (39 уч.).

## Некоторые труды
- Снежная королева: Детская драма с пением. М., 1903.
- Народное образование (Tschechow, N. Die Volksbildung. In: Melnik, J. (1906): Russen über Russland. Frankfurt a. M., Rütten & Loening, S. 446-517).
- Свободная школа: Опыт организации средней школы нового типа. М., 1907.
- Новейшие течения в обучении русскому языку в начальной школе. М., 1911.
- Народное образование в России с 60-х годов XIX века. М., 1912.
- Введение в изучение детской литературы. М., 1915.
- Детская книга и детское чтение. М., 1915.
- Типы русской школы в их историческом развитии. М., 1923.
- Картинный словарь русского языка: Наглядное учебное пособие для учащихся нерусских начальных школ. М., 1945.

## Заслуги
- Доктор педагогических наук (1940), профессор (1924).
- Заслуженный деятель науки РСФСР (1940).
- Награждён орденом Ленина (1945)[2].